# Nachal Dalton
Nachal Dalton (hebrejsky: נחל דלתון) je vádí v Horní Galileji, v severním Izraeli.
Začíná v nadmořské výšce cca 800 metrů na okraji vesnice Dalton severně od města Safed. Směřuje pak k východu, míjí pahorek Har Šimchon a masiv Har Dalton, z jehož jižních svahů sem ústí vádí Nachal Evjatar, přičemž tvoří severní hranici lesního komplexu les Birija. Část údolí Nachal Dalton je zahrnuta do Přírodní rezervace Ja'arot Birija (שמורת יערות ביריה). Nachází se v ní mimo jiné skalní útesy o výšce 15 metrů využívané horolezci. Na dolním toku se údolí otevírá a zároveň prudce klesá. Zprava přijímá vádí Nachal Javnit, jež přitéká od horské vesnice Amuka. Nakonec zprava ústí do kaňonu vádí Nachal Chacor.